# 谢寿康
谢寿康（1897年—1973年6月11日），谱名亦銮，字次彭，号七百，江西省赣县人，中華民國外交官、戏剧家。

## 生平
谢寿康早年曾就读于汉口法文专科学校。1912年作为官费留学生赴比利时留学，在布鲁塞尔自由大学攻读政治经济学。1914年转学至法国巴黎法政学校，获得经济学学士学位。1918年入读罗山大学，获经济学硕士学位。1919年，与李石曾、吴稚晖等人组织成立中法教育会。1921年，出任巴黎中国民主促进会秘书长。1923年回到比利时，进入布鲁塞尔自由大学深造，获经济学博士学位。后获比利时皇家文学研究院院士，成为华人获欧洲国家院士的第一人。
1928年谢寿康返回中国，担任国立中央大学文学院院长。1930年任中华民国驻比利时公使馆代办。1933年回国后任立法院立法委员。次年任中国文艺社常务理事兼秘书长。1935年出任国立戏剧学校教授。1937年出使瑞士，任中华民国驻瑞士公使馆代办。1942年改任中华民国驻教廷公使，成为中国首任驻教廷公使。1946年返国，当选比利时皇家法语语言文学学院（L'Académie royale de langue et de littérature françaises de Belgique）会员。1947年被聘为法国知识分子联合会名誉会长。1949年参与发起成立国际戏协会。同年前往美国纽约，被聘为哥伦比亚大学助理戏剧教授。1954年再度出任中华民国驻教廷公使，1959年升任大使。1966年退休，回到台湾。此后还曾任中華民國出席联合国大会代表团顾问、中华民国外交部顾问、外交部研究设计委员会委员、中国文化学院研究部教授等职。1973年在台北逝世。

## 家庭
谢寿康与夫人袁荣福共育有三子，谢正刚、谢诚刚、谢大刚。长子谢正刚曾任施乐公司副总裁、美国百人会副会长。次子谢诚刚为美国星光映佳集团创始人。